# Dieter Göthe
Dieter Göthe es un deportista de la RDA que compitió en piragüismo en la modalidad de eslalon. Ganó cuatro medallas en el Campeonato Mundial de Piragüismo en Eslalon entre los años 1955 y 1959.

## Palmarés internacional
| Campeonato Mundial | Campeonato Mundial | Campeonato Mundial | Campeonato Mundial |
| Año                | Lugar              | Medalla            | Competición        |
| ------------------ | ------------------ | ------------------ | ------------------ |
| 1955               | Tacen (Yugoslavia) | Medalla de plata   | C2 por equipos     |
| 1957               | Augsburgo (RFA)    | Medalla de bronce  | C2 por equipos     |
| 1959               | Ginebra (Suiza)    | Medalla de oro     | C2 por equipos     |
| 1959               | Ginebra (Suiza)    | Medalla de bronce  | C2 individual      |